# Empoli Ladies FBC 2018-2019
Questa voce raccoglie le informazioni riguardanti la Società Sportiva Dilettantistica Empoli Ladies FBC nelle competizioni ufficiali della stagione 2018-2019.

## Rosa
Rosa, ruoli e numeri di maglia come da sito societario.
| N. |                        | Ruolo | Calciatrice         |
| -- | ---------------------- | ----- | ------------------- |
| 1  | Italia (bandiera)      | P     | Silvia Vicenzi      |
| 2  | Italia (bandiera)      | D     | Paola Boglioni      |
| 3  | Italia (bandiera)      | D     | Lucia Di Guglielmo  |
| 4  | Italia (bandiera)      | C     | Irene Mazzella      |
| 5  | Italia (bandiera)      | D     | Costanza Esperti    |
| 6  | Italia (bandiera)      | C     | Elisa Caucci        |
| 7  | Italia (bandiera)      | A     | Cecilia Prugna      |
| 8  | Italia (bandiera)      | C     | Elena Mannucci      |
| 9  | Italia (bandiera)      | A     | Francesca Papaleo   |
| 10 | Italia (bandiera)      | A     | Giulia Mastalli     |
| 11 | Norvegia (bandiera)    | C     | Vårin Ness          |
| 13 | Stati Uniti (bandiera) | D     | Emily Jayne Garnier |
| 14 | Italia (bandiera)      | D     | Aurora De Rita      |
| 17 | Italia (bandiera)      | A     | Arianna Acuti       |
| 18 | Italia (bandiera)      | C     | Giorgia De Vecchis  |
| 19 | Italia (bandiera)      | D     | Simona Parrini      |

| N. |                        | Ruolo | Calciatrice         |
| -- | ---------------------- | ----- | ------------------- |
| 20 | Italia (bandiera)      | D     | Francesca Meropini  |
| 22 | Grecia (bandiera)      | D     | Maria Palama        |
| 23 | Italia (bandiera)      | C     | Giada Morucci       |
| 24 | Italia (bandiera)      | C     | Clara Cancilla      |
| 25 | Stati Uniti (bandiera) | P     | Courtney Reid Hofer |
| 27 | Italia (bandiera)      | P     | Alice Lugli         |
| 28 | Italia (bandiera)      | A     | Martina Caruso      |
| 29 | Italia (bandiera)      | C     | Elisa Dehima        |
| 31 | Italia (bandiera)      | C     | Giulia Cotrer       |
| 32 | Italia (bandiera)      | P     | Anna Landi          |
| 36 | Slovenia (bandiera)    | A     | Pamela Begič        |
| 49 | Italia (bandiera)      | C     | Bianca Valoriani    |
| 99 | Italia (bandiera)      | A     | Ginevra Lo Vecchio  |
|    | Italia (bandiera)      | A     | Sofia Malvone       |
|    | Italia (bandiera)      | C     | Rossella Maroso     |

## Calciomercato

### Sessione estiva
| Acquisti | Acquisti           | Acquisti                 | Acquisti      |
| R.       | Nome               | da                       | Modalità      |
| -------- | ------------------ | ------------------------ | ------------- |
| P        | Anna Landi         | Lucchese                 | fine prestito |
| P        | Alice Lugli        | Sassuolo                 | definitivo    |
| D        | Paola Boglioni     | Brescia                  | definitivo    |
| D        | Maria Palama       | PAOK                     | definitivo    |
| C        | Martina Caruso     | Sporting Club Corigliano | definitivo    |
| C        | Giulia Cotrer      | Tavagnacco               | definitivo    |
| C        | Giorgia De Vecchis | Bologna                  | definitivo    |
| C        | Elena Mannucci     | Vigor Rignano            | definitivo    |
| C        | Irene Mazzella     | Florentia S.G.           | definitivo    |
| A        | Francesca Papaleo  | Alessandria              | definitivo    |
| A        | Vårin Ness         | Kaupanger                | definitivo    |

| Cessioni | Cessioni              | Cessioni       | Cessioni      |
| R.       | Nome                  | a              | Modalità      |
| -------- | --------------------- | -------------- | ------------- |
| P        | Rachele Baldi         | Florentia S.G. | definitivo    |
| P        | Giorgia Bulleri       |                |               |
| D        | Maria Luisa Filangeri | Florentia S.G. | definitivo    |
| D        | Martina Fusini        | Fiorentina     | fine prestito |
| D        | Debora Naticchioni    | Roma CF        | definitivo    |
| D        | Melissa Venturini     |                | fine prestito |
| C        | Ilaria Borghesi       | Arezzo         | definitivo    |
| C        | Giulia Orlandi        | Florentia S.G. | definitivo    |
| A        | Caterina Bargi        |                |               |
| A        | Norma Cinotti         | ASPTT Albi     | definitivo    |
| A        | Benedetta Orsi        | Sassuolo       | fine prestito |

### Sessione invernale
| Acquisti | Acquisti            | Acquisti | Acquisti |
| R.       | Nome                | da       | Modalità |
| -------- | ------------------- | -------- | -------- |
| P        | Courtney Reid Hofer |          | [ 8 ]    |
| D        | Emily Garnier       |          | [ 8 ]    |
| A        | Pamela Begič        |          | [ 9 ]    |

| Cessioni | Cessioni | Cessioni | Cessioni |
| R.       | Nome     | a        | Modalità |
| -------- | -------- | -------- | -------- |

## Risultati

### Serie B

#### Girone di andata
| Arbitro: | Restaldo (Ivrea) |

|                    |           |                       |
| Peretti 15’ (rig.) | Marcatori | 5’ Acuti 55’ Mastalli |

| Arbitro: | Taricone (Perugia) |

|  |           |                  |
|  | Marcatori | 31’, 52’ Pandini |

| Arbitro: | Castellone (Napoli) |

|  |           |                                                      |
|  | Marcatori | 12’, 31’ Acuti 20’ Parrini 57’ Prugna 73’ De Vecchis |

| Arbitro: | Cannata (Faenza) |

|                        |           |           |
| Brotto 43’ Peruzzo 53’ | Marcatori | 64’ Acuti |

| Arbitro: | Zucchetti (Foligno) |

|                            |           |                      |
| Papaleo 28’, 66’ Acuti 52’ | Marcatori | 30’ Giuffra 39’ Cama |

| Arbitro: | Lovison (Padova) |

|          |           |                                |
| Zani 15’ | Marcatori | 25’ (rig.) Prugna 75’ Mastalli |

| Arbitro: | Villa (Rimini) |

|                     |           |                         |
| Prugna 7’ Acuti 30’ | Marcatori | 14’ Di Fiore 39’ Moscia |

| Arbitro: | Zanotti (Rimini) |

|                        |           |                                       |
| Borges 26’ Belloni 34’ | Marcatori | 27’ Begič 51’, 85’ Acuti 78’ Mastalli |

| Arbitro: | Duzel (Castelfranco Veneto) |

|                                        |           |              |
| De Vecchis 8’ Begič 11’, 79’ Acuti 17’ | Marcatori | 31’ Visentin |

| Arbitro: | Grasso (Ariano Irpino) |

|  |           |             |
|  | Marcatori | 30’ Papaleo |

| Arbitro: | Caldera (Como) |

|                         |           |              |
| Papaleo 68’, 71’ (rig.) | Marcatori | 7’ Barbaresi |

#### Girone di ritorno
| Arbitro: | Matteo Mori (La Spezia) |

|           |           |                           |
| Begič 90’ | Marcatori | 5’, 18’ Carraro 44’ Pinna |

| Arbitro: | Bordin (Bassano del Grappa) |

|                             |           |              |
| Regazzoli 22’ Marinelli 42’ | Marcatori | 63’ Boglioni |

| Arbitro: | Molinaro (Piacenza) |

|                                 |           |  |
| Ness 25’ Acuti 29’ Meropini 81’ | Marcatori |  |

| Arbitro: | Bianchini (Perugia) |

|                                     |           |  |
| Papaleo 10’ Prugna 28’ Boglioni 74’ | Marcatori |  |

| Arbitro: | Frosi (Treviglio) |

|  |           |                                      |
|  | Marcatori | 31’ (rig.), 54’ Mastalli 45’ Papaleo |

| Arbitro: | De Angeli (Milano) |

|                                                        |           |                     |
| Acuti 10’, 21’ Nagni 60’ (aut.) Prugna 77’ Papaleo 84’ | Marcatori | 11’ (rig.) Petralia |

| Arbitro: | Perri (Roma) |

|  |           |                                 |
|  | Marcatori | 27’ Ness 60’ Papaleo 64’ Prugna |

| Arbitro: | Zucchetti (Foligno) |

|                                 |           |  |
| Begič 24’, 26’, 63’ Papaleo 61’ | Marcatori |  |

| Arbitro: | Taricone (Perugia) |

|  |           |                         |
|  | Marcatori | 86’ Acuti 90+2’ Morucci |

| Arbitro: | Bracaccini (Macerata) |

|                          |           |             |
| Papaleo 53’ Mastalli 69’ | Marcatori | 71’ Palombi |

| Arbitro: | Schiavon (Treviso) |

|                            |           |                  |
| Filippi 47’ Montecucco 64’ | Marcatori | 74’, 76’ Papaleo |

### Coppa Italia

#### Primo turno
Triangolare 2
| Arbitro: | Tesi (Lucca) |

|                                                         |           |                  |
| Mastalli 33’ Acuti 47’ De Vecchis 63’ Prugna 78’ (rig.) | Marcatori | 83’ (rig.) Carta |

| Arbitro: | D'Eusanio (Faenza) |

|                                            |           |  |
| Zani 9’ Petralia 19’ (rig.) Porcarelli 74’ | Marcatori |  |

## Statistiche

### Statistiche di squadra
| Competizione | Punti | In casa | In casa | In casa | In casa | In casa | In casa | In trasferta | In trasferta | In trasferta | In trasferta | In trasferta | In trasferta | Totale | Totale | Totale | Totale | Totale | Totale | DR  |
| Competizione | Punti | G       | V       | N       | P       | Gf      | Gs      | G            | V            | N            | P            | Gf           | Gs           | G      | V      | N      | P      | Gf     | Gs     | DR  |
| ------------ | ----- | ------- | ------- | ------- | ------- | ------- | ------- | ------------ | ------------ | ------------ | ------------ | ------------ | ------------ | ------ | ------ | ------ | ------ | ------ | ------ | --- |
| Serie B      | 50    | 11      | 8       | 1       | 2       | 29      | 13      | 11           | 8            | 1            | 2            | 26           | 10           | 22     | 16     | 2      | 4      | 55     | 23     | +32 |
| Coppa Italia | -     | 1       | 1       | 0       | 0       | 4       | 1       | 1            | 0            | 0            | 1            | 0            | 3            | 2      | 1      | 0      | 1      | 4      | 4      | 0   |
| Totale       | -     | 12      | 9       | 1       | 2       | 33      | 14      | 12           | 8            | 1            | 3            | 26           | 13           | 24     | 17     | 2      | 5      | 59     | 27     | +32 |

### Andamento in campionato
| Giornata  | 1 | 2 | 3 | 4 | 5 | 6 | 7 | 8 | 9 | 10 | 11 | 12 | 13 | 14 | 15 | 16 | 17 | 18 | 19 | 20 | 21 | 22 |
| --------- | - | - | - | - | - | - | - | - | - | -- | -- | -- | -- | -- | -- | -- | -- | -- | -- | -- | -- | -- |
| Luogo     | T | C | T | T | C | T | C | T | C | T  | C  | C  | T  | C  | C  | T  | C  | T  | C  | T  | C  | T  |
| Risultato | V | P | V | P | V | V | N | V | V | V  | V  | P  | P  | V  | V  | V  | V  | V  | V  | V  | V  | N  |
| Posizione | 1 | 3 | 3 | 5 | 4 | 4 | 5 | 4 | 3 | 2  | 2  | 2  | 2  | 2  | 2  | 2  | 2  | 2  | 2  | 2  | 2  | 2  |

Legenda:

Luogo: C = Casa; T = Trasferta. Risultato: V = Vittoria; N = Pareggio; P = Sconfitta.

### Statistiche delle giocatrici
| Giocatore       | Serie B  | Serie B | Serie B     | Serie B    | Coppa Italia | Coppa Italia | Coppa Italia | Coppa Italia | Totale   | Totale | Totale      | Totale     |
| Giocatore       | Presenze | Reti    | Ammonizioni | Espulsioni | Presenze     | Reti         | Ammonizioni  | Espulsioni   | Presenze | Reti   | Ammonizioni | Espulsioni |
| --------------- | -------- | ------- | ----------- | ---------- | ------------ | ------------ | ------------ | ------------ | -------- | ------ | ----------- | ---------- |
| A. Acuti        | 22       | 13      | 1           | 0          | 2            | 1            | 0            | 0            | 24       | 14     | 1           | 0          |
| P. Begič        | 13       | 7       | 0           | 0          | -            | -            | -            | -            | 13       | 7      | 0           | 0          |
| I. Borghesi     | -        | -       | -           | -          | -            | -            | -            | -            | -        | -      | -           | -          |
| P. Boglioni     | 21       | 2       | 4           | 0          | 2            | 0            | 0            | 0            | 23       | 2      | 4           | 0          |
| C. Cancilla     | 2        | 0       | 0           | 0          | -            | -            | -            | -            | 2        | 0      | 0           | 0          |
| M. Caruso       | -        | -       | -           | -          | -            | -            | -            | -            | -        | -      | -           | -          |
| E. Caucci       | 11       | 0       | 0           | 0          | 2            | 0            | 0            | 0            | 13       | 0      | 0           | 0          |
| G. Cotrer       | 10       | 0       | 0           | 0          | 0            | 0            | 0            | 0            | 10       | 0      | 0           | 0          |
| A. De Rita      | 8        | 0       | 1           | 0          | -            | -            | -            | -            | 8        | 0      | 1           | 0          |
| G. De Vecchis   | 21       | 2       | 1           | 0          | 2            | 1            | 0            | 0            | 23       | 3      | 1           | 0          |
| L. Di Guglielmo | 20       | 0       | 3           | 0          | -            | -            | -            | -            | 20       | 0      | 3           | 0          |
| C. Esperti      | 22       | 0       | 1           | 0          | 2            | 0            | 0            | 0            | 24       | 0      | 1           | 0          |
| V. Galluzzi     | -        | -       | -           | -          | -            | -            | -            | -            | -        | -      | -           | -          |
| E. Garnier      | 11       | 0       | 1           | 0          | -            | -            | -            | -            | 11       | 0      | 1           | 0          |
| C. Hofer        | 2        | 0       | 0           | 0          | -            | -            | -            | -            | 2        | 0      | 0           | 0          |
| A. Landi        | 1        | 0       | 0           | 0          | -            | -            | -            | -            | 1        | 0      | 0           | 0          |
| G. Lo Vecchio   | 7        | 0       | 0           | 0          | 2            | 0            | 0            | 0            | 9        | 0      | 0           | 0          |
| A. Lugli        | 10       | -13     | 0           | 0          | 1            | -3           | 0            | 0            | 11       | -16    | 0           | 0          |
| E. Mannucci     | 0        | 0       | 0           | 0          | -            | -            | -            | -            | 0        | 0      | 0           | 0          |
| G. Mastalli     | 16       | 6       | 4           | 0          | 2            | 1            | 0            | 0            | 18       | 7      | 4           | 0          |
| I. Mazzella     | 5        | 0       | 0           | 0          | 0            | 0            | 0            | 0            | 5        | 0      | 0           | 0          |
| F. Meropini     | 3        | 1       | 0           | 0          | 2            | 0            | 0            | 0            | 5        | 1      | 0           | 0          |
| G. Morucci      | 18       | 1       | 0           | 0          | -            | -            | -            | -            | 18       | 1      | 0           | 0          |
| V. Ness         | 19       | 2       | 1           | 0          | 2            | 0            | 0            | 0            | 21       | 2      | 1           | 0          |
| M. Palama       | 4        | 0       | 0           | 0          | 2            | 0            | 0            | 0            | 6        | 0      | 0           | 0          |
| F. Papaleo      | 22       | 13      | 3           | 0          | 2            | 0            | 0            | 0            | 24       | 13     | 3           | 0          |
| S. Parrini      | 21       | 1       | 3           | 0          | 2            | 0            | 0            | 0            | 23       | 1      | 3           | 0          |
| C. Prugna       | 22       | 6       | 0           | 0          | 2            | 0            | 1            | 0            | 24       | 6      | 1           | 0          |
| B. Valoriani    | 1        | 0       | 0           | 0          | 0            | 0            | 0            | 0            | 1        | 0      | 0           | 0          |
| S. Vicenzi      | 11       | -10     | 0           | 0          | 1            | 0            | 0            | 0            | 12       | -10    | 0           | 0          |